# Franco Garofalo (ammiraglio)
Franco Garofalo (Roma, 9 giugno 1898 – Roma, 10 aprile 1970) è stato un ammiraglio italiano.
Prestò servizio con la Regia Marina durante la prima e la seconda guerra mondiale.

## Biografia
Nacque a Roma il 9 giugno 1898, ammesso nel 1912 all'Accademia Navale di Livorno, ha partecipato da allievo alla guerra italo-turca e, conseguita la nomina al grado di guardiamarina il 21 settembre 1916, al primo conflitto mondiale, imbarcato sulla nave da battaglia Giulio Cesare e sull'incrociatore corazzato San Marco.
Promosso capitano di corvetta nel 1928, tra il 1929 e il 1932 fu al comando di cacciatorpediniere; promosso capitano di fregata nel 1933 prestò servizio al Ministero presso l'ufficio del Capo di stato maggiore e poi alla direzione generale del personale. Nel 1936 ritornò a bordo quale sottocapo di stato maggiore della I Divisione navale e quindi in comando di squadriglia di cacciatorpediniere. Dopo avere svolto per un anno il ruolo di insegnante presso l'Istituto di guerra marittima, promosso al grado di capitano di vascello il 1º gennaio 1939, fece nuovamente ritorno a bordo nel periodo tra il 10 settembre 1938 al 2 gennaio 1941 quale comandante della X squadriglia cacciatorpediniere costituito dalle unità della classe Maestrale.
Con l'entrata in guerra dell'Regno d'Italia nel secondo conflitto mondiale prese parte a numerose missioni di scorta, venendo insignito di una Medaglia di bronzo al valor militare. Dopo essere stato destinato all'Accademia Navale quale comandante in seconda, nell'agosto 1943 assunse il comando del gruppo cacciatorpediniere di squadra alzando la sua insegna sull'incrociatore Attilio Regolo.

### Armistizio
All'atto dell'armistizio dell'8 settembre 1943 l'Attilio Regolo si trovava nella base di La Spezia. Le relative clausole che riguardavano la flotta prevedevano il trasferimento immediato delle navi italiane in località che sarebbero state designate dal Comandante in Capo alleato, dove le navi italiane sarebbero rimaste in attesa di conoscere il proprio destino. Alle 3 del mattino del 9 settembre la flotta, al comando dell'ammiraglio Carlo Bergamini imbarcato sulla corazzata Roma, mosse dalla base di La Spezia alla volta della Maddalena, ricongiungendosi circa tre ore dopo la partenza, con il gruppo navale proveniente da Genova; essendo l'Attilio Regolo , nave di bandiera del gruppo cacciatorpediniere, in ritardo nell'approntamento,  Garofalo venne autorizzato dall'ammiraglio Bergamini, comandante delle Forze Navali da Battaglia (F.N.B.), a imbarcarsi bordo della corazzata Italia. Nella notte, la formazione navale, composta da ventitré unità, puntò a sud, mantenendosi ad una ventina di chilometri dalle coste occidentali della Corsica, dirigendosi verso est in direzione delle Bocche di Bonifacio, ma quando la flotta stava per giungere al punto più stretto delle Bocche di Bonifacio, l'ammiraglio Bergamini ricevette da Supermarina un messaggio con il quale si comunicava che La Maddalena era stata occupata dagli ormai ex alleati tedeschi e gli venne ordinato di cambiare rotta e dirigersi a Bona in Algeria. Bergamini ordinò di invertire subito la rotta di 180°, ma al largo dell'Asinara la formazione venne attaccata da una formazione aerea tedesca e la corazzata Roma affondata dopo essere stata centrata da una bomba teleguidata Ruhrstahl SD 1400 sganciata da un bombardiere Dornier Do 217. Nell'affondamento morirono l'ammiraglio Bergamini e il suo Stato Maggiore, il comandante della nave Adone Del Cima e buona parte dell'equipaggio, uccisi pressoché all'istante. La vampata salì almeno a 400 metri di quota (ma alcune fonti parlano di 1500 m), formando il classico fungo delle grandi esplosioni.
L'Attilio Regolo prese parte con altre unità al salvataggio dei naufraghi della corazzata Roma, dirigendosi verso le Baleari, dove le navi italiane vennero internate dalle autorità spagnole, facendo rientro a Taranto soltanto nel gennaio 1945 dopo trattative diplomatiche, mentre l'Italia, dove egli era imbarcato, proseguì la navigazione con il resto della flotta, il cui comando, dopo l'affondamento della corazzata Roma venne assunto dall'ammiraglio Romeo Oliva raggiungendo Malta, dove venne a sua volta raggiunta dalle unità provenienti dalla base di Taranto al comando dell'ammiraglio Alberto Da Zara.

### Rimpatrio
Nel gennaio 1944 fece rientro in Italia e promosso contrammiraglio, assunse l'incarico di capo ufficio stampa presso il Gabinetto del ministro della Marina e la direzione del periodico Buona Guardia, diffuso tra gli equipaggi delle navi.
Dal 5 maggio al 10 giugno 1946 fu aiutante di campo generale del Re Umberto II. Lasciato il servizio a domanda nel 1947, venne promosso ammiraglio di divisione nel 1954. Uomo dai molti interessi culturali e storici, scrittore e storico,  è morto a Roma il 10 aprile 1970, lasciando numerose opere riguardanti la storia navale.

## Pubblicazioni
- Angiolo Ginocchietti e Franco Garofalo, Nozioni di Storia Navale (tre volumi), Bologna, Licinio Cappelli, 1934-1935.
- Franco Garofalo, Le guerre anglo olandesi, in Rivista Marittima, 1935.
- Franco Garofalo, Da Nelson a Togo, Milano, La Prora, 1939.
- Franco Garofalo, Pennello Nero, Roma, Edizioni Della Bussola, 1945.